# Clot de la Hount
El Clot de la Hount és una muntanya de 3.289 m d'altitud, amb una prominència de 40 m, que es troba al massís del Vinyamala, entre la província d'Osca (Aragó) i el departament dels Alts Pirineus (França).